# Endolinfa
La endolinfa es el líquido contenido en el laberinto membranoso del oído interno, que está compuesto por el utrículo, el sáculo, los canales semicirculares, el conducto coclear, el saco endolinfático, el conducto utriculosacular y el conducto reuniens. 
En el conducto coclear se encuentra en el espacio delimitado por la membrana basilar y la membrana vestibular o de Reissner, así como por la estría vascular. Tiene un papel muy importante en el sentido del equilibrio, ya que por medio de su interacción con las células especializadas se genera la transducción del movimiento de la endolinfa, generado por su inercia al moverse la cabeza. En el caso de los conductos semicirculares interactúa con una membrana llamada cúpula, en el que se encuentran los estereocilio y los cinicilios de las células ciliadas tipo I y II, en el utrículo y el sáculo (que se diferencian básicamente por su disposición, utrículo horizontal y sáculo vertical) la endolinfa interactúa con la membrana otolítica, compuesta básicamente por glucosaminoglucanos y cristales de carbonato de calcio llamados otolitos o estatoconías.

## Composición
El catión predominante es el K+, mientras que el contenido de Na+ es extremadamente bajo. El elevado contenido de K+ requiere de mecanismos activos de transporte iónico para su mantenimiento. Esta especial composición, muy parecida a la del líquido intracelular, aumenta la excitabilidad de las células sensoriales y le da características especiales, muy diferentes a las del resto del organismo, en cuanto a su electrofisiología.

## Producción
La endolinfa se produce básicamente en dos sitios distintos.  En el laberinto membranoso correspondiente al vestíbulo, se produce por las células epiteliales cilíndricas oscuras que recubren la pared de esta estructura, básicamente por movimiento de líquidos, electrolitos, etc. especialmente por transporte activo dependiente de ATPasas (enzimas que hidrolizan el ATP para liberar energía). En el conducto coclear (porción coclear de laberinto membranoso), se produce en la estría vascular, una estructura epitelioide llamada también pseudoepitelio, ya que no cumple con todas las características de un epitelio, ya que en medio de sus células presenta capilares, la red capilar intraepitelial, (un epitelio se caracteriza por ser avascular). La estría vascular se ubica en la pared externa del conducto coclear sobre el ligamento espiral, y se extiende desde la unión con la membrana vestibular y el rodete del ligamento espiral.

## Drenaje
El proceso de drenaje no está muy bien definido, pero se cree que se drena a través del saco endolinfático al tejido conectivo circundante.